# Åndalsnes
Åndalsnes este o localitate din comuna Rauma, provincia Møre og Romsdal, Norvegia, cu o suprafață de 2,22 km² și o populație de 2.244 locuitori (2013).